# The Good Heart
Pour plus de détails, voir Fiche technique et Distribution.
The Good Heart est un film américano-dano-islandais réalisé par Dagur Kári, sorti en 2009 et au cinéma le 17 mars 2010[pas clair].

## Synopsis
Un barman prend en charge un jeune SDF quand un jour une jeune hôtesse de l'air surgit un peu éméchée.

## Fiche technique
Sauf indication contraire, les informations mentionnées dans cette section peuvent être confirmées par la base de données cinématographiques IMDb,  présente dans la section « Liens externes ».
- Titre français : The Good Heart
- Titre original: The Good Heart
- Réalisation : Dagur Kári
- Scénario : Dagur Kári
- Musique : Slowblow (Orri Jonsson et Dagur Kári)
- Décors : Hálfdan Pedersen
- Costumes : Helga Rós Hannam
- Photographie : Rasmus Videbæk
- Montage : Andri Steinn Guðjónsson
- Production : Thor Sigurjonsson
- Sociétés de production : Ex nihilo, Forensic Films, Nimbus Film Productions, Nordisk Film ShortCut, Palomar Pictures, Wild Bunch, ZDF/Arte, Zik Zak Kvikmyndir
- Société de distribution : Wild Bunch puis Le Pacte (France) ; Magnolia Pictures (États-Unis)
- Pays d'origine :  États-Unis -  Islande -  Danemark -  France -  Allemagne
- Langue originale : anglais
- Format : couleur
- Genre : comédie dramatique
- Durée : 99 minutes
- Dates de sortie :
  - Canada : 11 septembre 2009 (Festival international du film de Toronto)

## Distribution
- Paul Dano : Lucas
- Brian Cox : Jacques
- Clark Middleton : Dimitri
- Isild Le Besco : April
- Damian Young : Roddie
- Stephanie Szostak : Sarah
- Susan Blommaert : la nurse Nora
- Bill Buell : Roger Verne
- Edmund Lyndeck : le barbier